# Harald Ehrig
Harald Ehrig, né le 6 novembre 1949 à Zwickau dans la Saxe, est un lugueur est-allemand. Il a notamment remporté la médaille d'argent olympique de la discipline lors des Jeux olympiques de 1972 à Sapporo au Japon. Il a également gagné le titre de champion d'Europe en 1970 à Hammarstrand en Suède ainsi que la médaille d'argent en 1972.

## Palmarès

### Jeux olympiques d'hiver
- Médaillé d'argent olympique en simple lors des Jeux olympiques d'hiver de 1972 à Sapporo ( Japon)

### Championnats du monde
- Médaillé de bronze mondial en simple lors du Championnats du monde 1973 à Oberhof ( Allemagne de l'Est)
- Médaillé de bronze mondial en simple lors du Championnats du monde 1975 à Hammarstrand ( Suède)

### Championnats d'Europe
- Champion d'Europe en simple lors du Championnats d'Europe 1970 à Hammarstrand ( Suède)
- Vice-champion d'Europe en simple lors du Championnats d'Europe 1972 à Königssee ( Allemagne de l'Ouest)